# Da lontano
Da lontano (van ver weg) is een compositie van Johan Kvandal. Het is een fantasie voor altfluit en piano. Het werk is geschreven voor Per Øien, toenmalig fluitist van het Bergen filharmoniske orkester, die toen net een altfluit had aangeschaft. Kvandal schreef al eerder zijn Concert voor dwarsfluit en strijkorkest voor hem. De muzikale opbouw van het werk is ABCBA, een introductie, een melodielijn, verbinding, de melodielijn en de introductie, die hier dan als coda dient. 
Van het werk is ook een versie voor klarinet en piano.

## Discografie
- Uitgave Varese Sarabande: Torkil Bye (fluit), Geir Henning Braaten (piano)
- Uitgave Philips Records/Aurora: Per Øien (fluit), Eva Knardahl (piano) (circa 1972)